# Psycholeptique
Wikipédia ne donne pas d'avis médical : seul un professionnel (médecin, pharmacien, etc.) est habilité à le faire.
Les psycholeptiques sont des substances psychotropes considérées comme des sédatifs psychiques, qui ralentissent l'activité du système nerveux et ont une action dépressive sur l'humeur,.
Le terme est issu de la classification des psychotropes selon Delay et Deniker, ils comprennent entre autres :
- les nooleptiques tels que les hypnotiques (barbituriques) ;
- les thymoleptiques tels que les neuroleptiques (aussi appelés antipsychotiques) ;
- les régulateurs de l'humeur tels que les sels de lithium ;
- les psycholeptiques divers tels que les tranquillisants (anxiolytiques), les sédatifs classiques (benzodiazépines) et les antiépileptiques ;

Les psycholeptiques constituent la classe ATC N05 de la classification internationale ATC.